# Haiti az 1984. évi nyári olimpiai játékokon
Haiti az egyesült államokbeli Los Angelesben megrendezett 1984. évi nyári olimpiai játékok egyik részt vevő nemzete volt. Az országot az olimpián 2 sportágban 3 sportoló képviselte, akik érmet nem szereztek.

## Atlétika
Férfi
| Versenyző         | Versenyszám | Eredmény | Helyezés |
| ----------------- | ----------- | -------- | -------- |
| Dieudonné Lamothe | Maraton     | 2:52:18  | 78.      |

## Vívás
Női
| Versenyző    | Versenyszám | Selejtező | Selejtező | Selejtező         | Selejtező | Selejtező         | Selejtező | Főtábla           | Főtábla           | Vigaszág          | Vigaszág          | Negyeddöntő       | Elődöntő          | Döntő             | Helyezés |
| Versenyző    | Versenyszám | 1. kör | 1. kör    | 2. kör            | 2. kör    | 3. kör            | 3. kör    | 1. kör            | 2. kör            | 1. kör            | 2. kör            | Negyeddöntő       | Elődöntő          | Döntő             | Helyezés |
| Versenyző    | Versenyszám | Ellenfél Eredmény | Hely.     | Ellenfél Eredmény | Hely.     | Ellenfél Eredmény | Hely.     | Ellenfél Eredmény | Ellenfél Eredmény | Ellenfél Eredmény | Ellenfél Eredmény | Ellenfél Eredmény | Ellenfél Eredmény | Ellenfél Eredmény | Helyezés |
| ------------ | ----------- | --- | --------- | ----------------- | --------- | ----------------- | --------- | ----------------- | ----------------- | ----------------- | ----------------- | ----------------- | ----------------- | ----------------- | -------- |
| Gina Faustin | Tőr, egyéni | 4. csoport · Cshö Bongnan (Choi Bok-Ran) (KOR) · 5–3 · Marcela Moldovan-Zsak (ROU) · 5–4 · Helen Smith (AUS) · 0–5 · Csu Csing-jüan (Zhu Qingyuan) (CHN) · 0–5 · Jacynthe Poirier (CAN) · 0–5 · Cornelia Hanisch (FRG) · 2–5 | 6.        | kiesett           | kiesett   | kiesett           | kiesett   | kiesett           | kiesett           | kiesett           | kiesett           | kiesett           | kiesett           | kiesett           | 34.      |
| Sheila Viard | Tőr, egyéni | 6. csoport · Silvana Giancola (ARG) · 2–5 · Mijahara Mieko (JPN) · 4–5 · Margherita Zalaffi (ITA) · 0–5 · Fiona McIntosh (GBR) · 1–5 · Véronique Brouquier (FRA) · 2–5 · Lydia Czuckermann-Hatuel (ISR) · 1–5                | 7.        | kiesett           | kiesett   | kiesett           | kiesett   | kiesett           | kiesett           | kiesett           | kiesett           | kiesett           | kiesett           | kiesett           | 39.      |